# Kościół św. Jakuba Apostoła Starszego w Bobrowie
Kościół świętego Jakuba Apostoła Starszego – rzymskokatolicki kościół parafialny należący do parafii pod tym samym wezwaniem (dekanat Jabłonowo Pomorskie diecezji toruńskiej).
Prezbiterium oraz częściowo nawa świątyni zostały zbudowane około 1260 roku, nawa została rozbudowana na początku XIV wieku. Oryginalna wieża była drewniana, a w 1. połowie XVII wieku została zastąpiona wieżą murowaną.
Jest to budowla gotycka, posiadająca renesansową wieżę, orientowana. Świątynia jest murowana, wzniesiona z cegły o układzie gotyckim, usytuowana na podmurówce z głazów narzutowych. Wyposażenie budowli pochodzi głównie z XVIII wieku: Należą do niego m.in.: późnobarokowy ołtarz główny z pierwszej ćwierci XVIII wieku, ozdobiony obrazem w polu centralnym z przedstawieniem Matki Boskiej z Dzieciątkiem i młodym Św. Janem Chrzcicielem, namalowanym przez Hermana Hana w 1597 roku, ufundowanym przez Krzysztofa z Sumowa Elbanowskiego. Na zasuwie jest umieszczony obraz Przemienienia Pańskiego, dzieło Strzyżewskiego z 1890 roku. Dwa boczne ołtarze pochodzą z drugiej ćwierci XVIII wieku, rokokowa chrzcielnica, pochodzi z drugiej połowy XVIII wieku, granitowa kropielnica, powstała zapewne w średniowieczu, szafka ścienna znajdująca się w zakrystii, posiadająca stare okute drzwiczki, dwa feretrony umieszczone w rokokowych ramach, powstałe w drugiej połowie XVIII wieku, barokowy krucyfiks pochodzący z przełomu XVII i XVIII wieku, barokowa Grupa Ukrzyżowania znajdująca się na belce tęczowej, powstała w tym samym czasie. Organy posiadające zewnętrzną oprawę neogotycką i współczesne jej wyposażenie instrumentu, zostały wykonane przez firmę August Terletzki – Edward Wittek w Elblągu w 1919 roku. Na antepedium jest umieszczony kartusz z herbem Czapskich – Leliwa.